# دان نيستور
دان نيستور (بالرومانية: Dan Nistor)‏ (5 يونيو 1988 في رومانيا - ) هو لاعب كرة قدم روماني في مركز الوسط. شارك مع منتخب رومانيا لكرة القدم. أما مع النوادي، فقد لعب مع دينامو بوخارست وسي إس باندوري تارغو جيو وسي إف آر كلوج ونادي إيفيان ونادي ميوفيني ‏ وFC Internațional Curtea de Argeș ‏.

## وصلات خارجية
- دان نيستور على موقع الاتحاد الأوربي (الإنجليزية)
- دان نيستور على موقع قاعدة بيانات كرة القدم.إي يو (الإنجليزية)
- دان نيستور على موقع ناشيونال فوتبول تيمز (الإنجليزية)
- دان نيستور على موقع Soccerway.com (الإنجليزية)
- دان نيستور على موقع عالم كرة القدم.نت (الإنجليزية)